# Edmond Delfour
Pour les articles homonymes, voir Delfour.
Edmond Delfour, dit Monmond, né le 1er novembre 1907 à Ris-Orangis (Seine-et-Oise) et mort le 19 décembre 1990 à Bastia en Corse, est un footballeur international français reconverti entraîneur.
Edmond Delfour est, avec Étienne Mattler et Émile Veinante, l'un des trois joueurs français à avoir participé aux trois premières Coupes du monde (1930, 1934 et 1938).

## Biographie

### Jeunesse
Edmond Delfour naît dans le quartier de Châtillon en 1907, où il grandit entouré par une grande famille. À quatorze ans, l’apprenti footballeur s’amuse sur le terrain de l’Étoile de Juvisy-Viry. Il devient champion de Paris en 1926 et les clubs huppés lui font alors les yeux doux.
Delfour passe la saison 1928-1929 au Stade français puis rejoint un des grands clubs de l'époque, le Racing Club de France.

### Joueur

#### Racing (1929-1937)

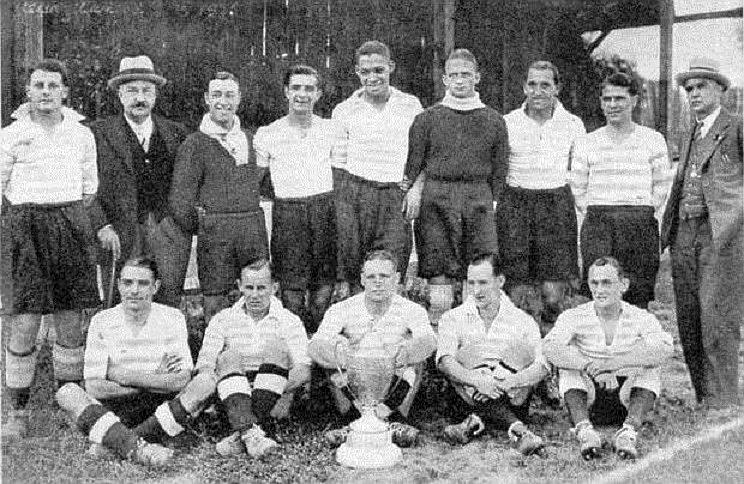
L'équipe du RC Paris auteur du doublé en 1936. Delfour est le premier debout en partant de la droite.

En 1929, le nouveau président du Racing Club de France, Jean-Bernard Lévy, investit fortement dans le recrutement avec l'arrivée de plusieurs internationaux français dont Manuel Anatol, Émile Veinante et Raoul Diagne en plus d'Edmond Delfour.
Dès sa première saison au club, le Racing dispute et perd sa première finale de Coupe de France, alors la compétition la plus importance du pays, mais Delfour n'est pas aligné en finale face au FC Sète. La même année est également disputé un premier match amical entre le Racing et les Anglais d'Arsenal (2-7), amorce d'une longue tradition de rencontres amicales annuelles entre les deux clubs. Champion de Paris en 1931 et 1932, le Racing est demi-finaliste de Coupe en 1932 (défaite face à Cannes, 0-1, à Sète). 
Le professionnalisme est officialisé en France en 1932, dans le cadre du lancement du premier championnat de France. Pour le championnat 1932-1933, le RC Paris termine troisième du groupe A. La formule en deux groupes de vingt clubs évolue vers un groupe unique dès la saison 1933-1934. Malgré la qualité de son effectif sur le papier, le Racing termine onzième (sur quatorze). Il retrouve le podium l'année suivante, mais à onze points de Sochaux, et déçoit en coupe.
Sous la direction du visionnaire George Kimpton, un entraîneur britannique rigoureux et expert de la tactique « WM » en vogue à l'époque, les Parisiens entament de meilleure manière la saison 1935-1936. À la fin, le Racing est champion de France. La même année, l'équipe dont Delfour est le capitaine se qualifie pour la finale de la Coupe de France à laquelle il ne participe pas et ne peut donc se voir attribuer la victoire.
Le Racing ne parvient pas à conserver son titre de champion en 1936-1937 : handicapés par une première moitié de saison moyenne, les Parisiens reviennent malgré tout sur la tête, mais une défaite lors de l'avant-dernière journée sur le terrain du Red Star les condamne au troisième rang, à un point de l'Olympique de Marseille, champion, et du FC Sochaux-Montbéliard, deuxième.

#### En sélection (1929-1938)
Edmond Delfour fête sa première cape avec l’équipe de France en 1929, il embarque l'année suivante à destination de l’Uruguay pour la première Coupe du monde de l’histoire. La traversée de l’Atlantique se fait en paquebot. Jacques Caudron étant le seul membre du Comité de sélection ayant fait le déplacement. C'est Delfour qui se charge de l'entretien physique. Pour garder la forme pendant ces vingt jours de trajet, Delfour et ses coéquipiers s’entraînent sur le pont en sautant par-dessus des chaises,.
Lors du premier match face au Mexique, l'équipe de France mène 2-0 quand Delfour offre la balle du troisième but à André Maschinot (victoire finale 4-1). Lors du second match contre l'Argentine, Delfour tire sur le poteau alors que les Français sont menés 1-0, qui sera le score final. Après une seconde défaite 1-0 face au Chili, la France est éliminée dès le premier tour. Delfour dispute l'intégralité des trois matchs.

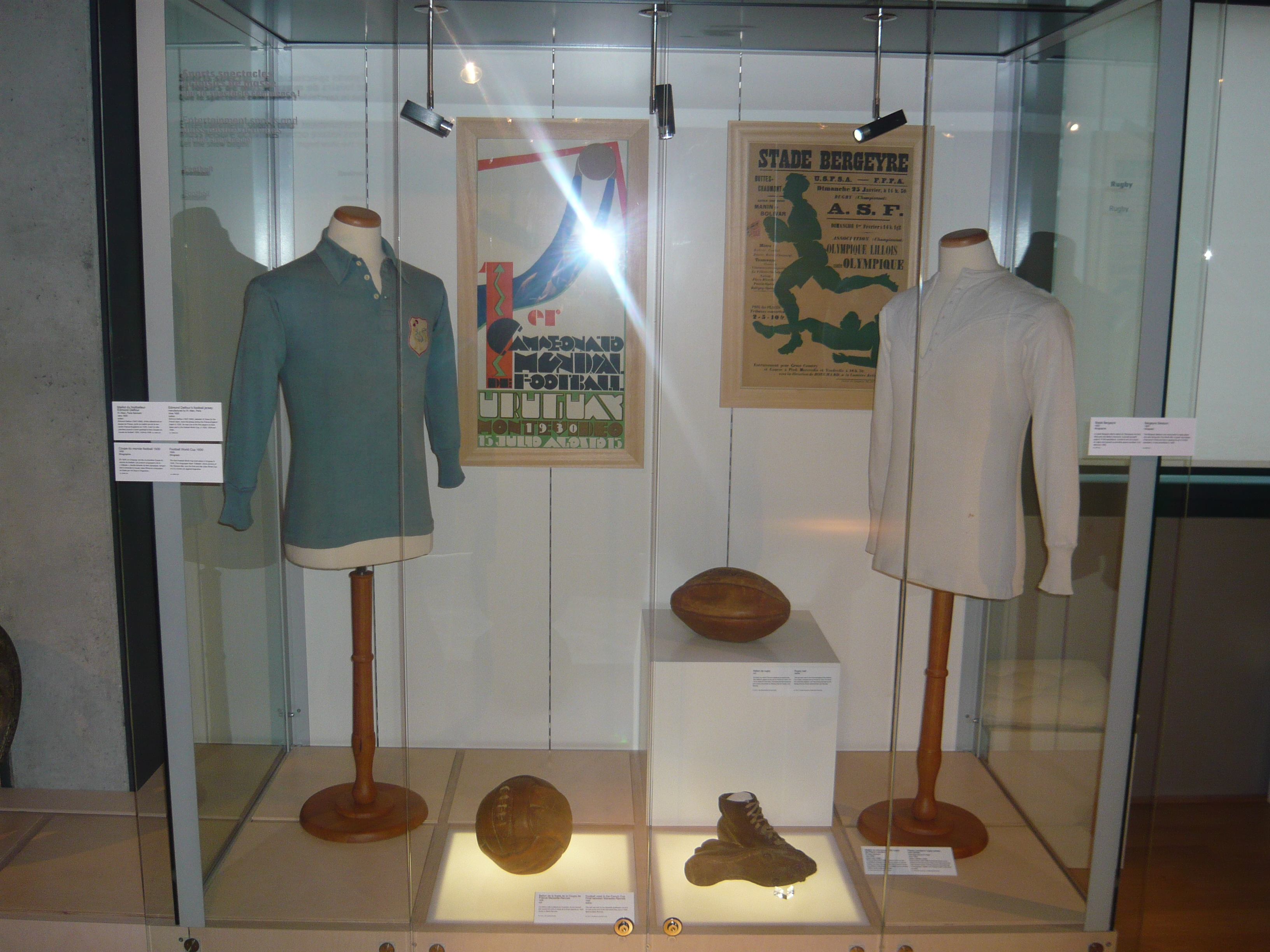
À gauche, maillot de Delfour porté lors du France-Angleterre de 1933.

À la fin de la compétition, la sélection reste quelque temps en Amérique du Sud et dispute, le 1er août 1930, le premier France-Brésil au stade Chavez de Rio de Janeiro. Ce match est reconnu par la Confédération brésilienne de football (CBD) mais pas par la Fédération française (FFF). Edmond Delfour ouvre la marque dès la 7e minute avant de doubler la mise quelques minutes plus tard. Les Auriverde l'emportent finalement 3-2 mais ces deux buts ne comptent pas comme officiels pour Delfour.
Lors de la Coupe du monde 1934 en Italie, Delfour fait partie des trois joueurs les plus expérimentés de la sélection avec Alexis Thépot et Étienne Mattler. La France est opposée lors du premier tour à l'Autriche, qui fait partie des favoris. L'entraîneur anglais George Kimpton demande à Delfour et Noël Liétaer, les deux inters, de bloquer les couloirs. La France s'incline trois buts à deux après prolongation. À leur retour à Paris, trois jours plus tard, les joueurs français sont accueillis en héros par une foule de quatre mille personnes venues leur rendre hommage,.
Pour la Coupe du monde 1938 en France, les Bleus franchissent la première étape d'un Mondial pour la première fois en battant le voisin belge par 3 buts à 1. Delfour fait partie du milieu à trois du 4-3-3 français en compagnie de d'Oscar Heisserer et Auguste Jordan. En quart-de-finale, le champion en titre italien défait la France. À cette occasion, Delfour égale le record de sélections de Jules Dewaquez (41 sélections).
Son dernier match en Bleu est l'élimination contre l'Italie lors de cette dernière édition du Mondial. Il porte le brassard de capitaine à quinze reprises.

#### RC Roubaix (1937-1939)
Lors de la saison 1937-1938, Edmond Delfour rejoint le Racing Club de Roubaix et le club réalise sa meilleure saison en Division 1 en terminant à la huitième place.
La saison suivente est plus difficile pour le club, qui termine dernier avec seulement quatre victoires et la moins bonne moyenne de buts. Le RC Roubaix est alors relégué en Division 2.

#### FC Rouen pendant la guerre (1939-1945)

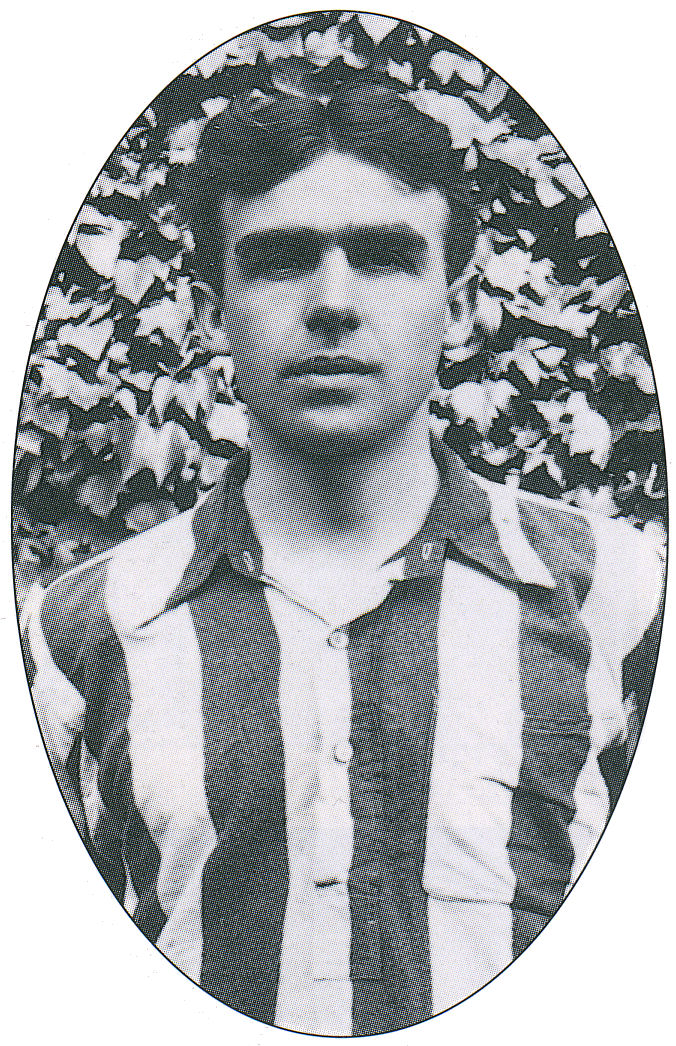
Delfour assure l'intérim sur le banc du FCR entre 1940 et 1945 pendant la captivité de George Kimpton.

En 1939, George Kimpton arrive à la tête du Football Club de Rouen et recrute Delfour qu'il a eu sous ses ordres au RC Paris. La Seconde Guerre mondiale interrompt les compétitions officielles : en tête du championnat de « zone Nord » en avril 1940, le FCR est déclaré vainqueur par la Fédération française alors que la compétition n'est pas achevée. Interné par l'occupant nazi l'année suivante, George Kimpton est remplacé par Delfour,. Bénéficiant d'une ossature de joueurs français, le FC Rouen peut aligner une des meilleures équipes de la moitié nord de la France, qui termine trois années d'affilée à la deuxième place du championnat en 1941, 1942 et 1943. Les Rouennais atteignent par ailleurs les demi-finales en Coupe de France en 1940 (défaite face au RC Paris), puis les demi-finales de la zone occupée à deux reprises en 1941 (défaite face aux Girondins ASP) et 1943 (défaite face au Stade français-CAP). La folklorique saison 1943-1944, organisée par le Ministère du Colonel Pascot, fait figure d'exception : le FC Rouen, comme tous les autres clubs du pays, étant intégré d'office dans l'équipe fédérale Rouen-Normandie.
En 1944-1945, un championnat est organisé malgré la confusion due à la libération de la France. Le FCR dirigé par Kimpton, de retour sur le banc, remportent le groupe Nord, et se qualifient ainsi pour la finale nationale organisée le 24 juin 1945 au Stade olympique Yves-du-Manoir de Colombes. Ils y battent largement le Lyon OU, vainqueur du groupe Sud (4-0). Ce titre de champion de France n'est cependant pas validé par la Fédération française de football, du fait des multiples recours déposés tout au long de la saison par les clubs face aux difficultés d'organisation.

### Entraîneur (1945-1970)
Edmond Delfour finit sa carrière au Red Star d'entraîneur-joueur durant la saison 1945-1946. Le 27 avril 1946, l'Étoile rouge se qualifie pour la finale de la Coupe de France dans un match à rebondissements contre le Stade français. Les parisiens s'inclinent face au Lille OSC au stade olympique Yves-du-Manoir de Colombes (4-2).
Edmond Delfour prend donc réellement sa retraite de footballeur en 1946 et embrasse la carrière d’entraîneur,.
Après un passage à La Gantoise en Belgique, Delfour prend la direction du Stade français en 1952. Il reste une saison avant d'être remplacé par André Grillon en novembre 1953. Vient ensuite une saison 1954-1955 sur le banc du Havre Athletic Club puis un retour pour La Gantoise.
En Belgique, Delfour entraîne ensuite le Cercle Bruges KSV et l'Union Saint-Gilloise.
Il revient ensuite en France et la Corse, pour coacher l'US Corte une saison avant de s'envoler pour la Tunisie et diriger l'équipe du CS Hammam Lif de 1965 à 1969.
Au SEC Bastia, l’arrivée d’Edmond Delfour en qualité d’entraîneur, charge qu’il partage un temps avec Rachid Mekhloufi, marque l’inter-saison 1969-1970. Mais cela ne suffit pas à donner un nouvel élan à une équipe bastiaise en difficulté en Division 1. Cela avant d’aligner sept victoires d’affilée à Furiani en fin de parcours. Un sursaut salvateur, puisqu’au bout du compte le SECB finit dix-septième et premier non-relégable avec la plus mauvaise défense du championnat (83 buts encaissés). Delfour entame la saison 1970-1971 avant d'être remplacé en novembre 1970 par Jean Vincent,. Il conclut ainsi sa dernière expérience sur un banc.

### Retraite
Tombé amoureux de l’« Ile de Beauté », Edmond Delfour y finit sa vie en s'exerçant à la pêche, son autre grande passion. Le sourire de « Momon » s’éteint en 1990. À sa mort, un journaliste de Corse-Matin écrit : « Le joueur était entré dans la légende. L’homme fit mieux encore en entrant dans les cœurs ».

## Statistiques
Ce tableau présente les statistiques d'Edmond Delfour,.
| Saison                | Club                  | Championnat           | Championnat | Championnat | Coupe(s) nationale(s) | Coupe(s) nationale(s) | France | France | Total | Total |
| Saison                | Club                  | Division              | M.          | B.          | M.                    | B.                    | M.     | B.     | M.    | B.    |
| 1928-1929             | Stade français        | -                     | -           | -           | 3                     | 4                     | 3      | 0      | 6     | 4     |
| 1929-1930             | Stade français        | -                     | -           | -           | 1                     | 0                     | 6      | 1      | 7     | 1     |
| Sous-total            | Sous-total            | Sous-total            | -           | -           | 4                     | 4                     | 9      | 1      | 13    | 5     |
| 1930-1931             | RC France             | -                     | -           | -           | 2                     | 5                     | 5      | 1      | 7     | 6     |
| 1931-1932             | RC France             | -                     | -           | -           | 6                     | 5                     | 1      | 0      | 7     | 5     |
| 1932-1933             | RC Paris              | D1                    | 15          | 3           | 3                     | 1                     | 6      | 0      | 24    | 4     |
| 1933-1934             | RC Paris              | D1                    | 22          | 4           | 3                     | 0                     | 4      | 0      | 29    | 4     |
| 1934-1935             | RC Paris              | D1                    | 11          | 1           | 2                     | 0                     | 4      | 0      | 17    | 1     |
| 1935-1936             | RC Paris              | D1                    | 30          | 2           | 6                     | 1                     | 5      | 0      | 41    | 3     |
| 1936-1937             | RC Paris              | D1                    | 25          | 0           | 4                     | 0                     | 2      | 0      | 31    | 0     |
| Sous-total            | Sous-total            | Sous-total            | 103         | 10          | 26                    | 12                    | 27     | 1      | 156   | 23    |
| 1937-1938             | RC Roubaix            | D1                    | 26          | 3           | 1                     | 0                     | 5      | 0      | 32    | 3     |
| 1938-1939             | RC Roubaix            | D1                    | 28          | 2           | 4                     | 0                     | -      | -      | 32    | 2     |
| Sous-total            | Sous-total            | Sous-total            | 54          | 5           | 5                     | 0                     | 5      | 0      | 64    | 5     |
| 1939-1940             | FC Rouen              | D1                    | -           | -           | 4                     | 0                     | -      | -      | 4     | 0     |
| 1940-1941             | FC Rouen              | D1                    | -           | -           | 3                     | 0                     | -      | -      | 3     | 0     |
| 1941-1942             | FC Rouen              | D1                    | -           | -           | 2                     | 0                     | -      | -      | 2     | 0     |
| 1942-1943             | FC Rouen              | D1                    | -           | -           | 4                     | 0                     | -      | -      | 4     | 0     |
| 1943-1944             | ÉF Rouen-Normandie    | D1                    | -           | -           | 4                     | 0                     | -      | -      | 4     | 0     |
| 1944-1945             | FC Rouen              | D1                    | -           | -           | 5                     | 0                     | -      | -      | 5     | 0     |
| Sous-total            | Sous-total            | Sous-total            | -           | -           | 22                    | 0                     | -      | -      | 22    | 0     |
| 1945-1946             | Red Star Olympique    | D1                    | 7           | 1           | 1                     | 0                     | -      | -      | 8     | 1     |
| Total sur la carrière | Total sur la carrière | Total sur la carrière | 164         | 16          | 58                    | 16                    | 41     | 2      | 263   | 34    |

## Palmarès
Championnat de France (3)
- Champion 1936, 1940 et 1945

Coupe de France (1)
- Vainqueur en 1936
- Finaliste en 1946

## Vie privée
Edmond Delfour fait chavirer la gent féminine avec son sourire « ravageur ». Il se marie en 1930 et emménage dans une maison au bord de l’Orge, à Viry-Châtillon. En 1932, son père et son frère, élus municipaux, dotent la commune de son premier stade et club omnisports.

## Postérité
À Viry-Châtillon, l’histoire de l’attaquant tombe dans l’oubli. Des généalogistes, parents éloignés du footballeur, font revivre le mythe en fouillant dans les archives communales en 1998. En 2001, le gymnase de la ville, brûlé puis reconstruit, prend le nom d’Edmond-Delfour.
Une allée de Bondoufle et un tournoi jeune de football de Corte sont aussi nommés en sa mémoire.
Son record de premier français à avoir participé à trois coupes du monde fut dépassé en 2010 par Thierry Henry, lui aussi ayant été formé à l'Entente sportive Viry-Châtillon.